# Poiana leightoni
Poiana leightoni (лат.) — вид млекопитающих из семейства виверровых. Его обитание подтверждено только в юго-западной части Кот-д’Ивуара (известно из двух записей) и в восточной части Либерии (несколько записей). Присутствие этого вида на юго-западе Гвинеи и в Сьерра-Леоне требует подтверждения. Обитает в тропических лесах.

## Этимология
Вид назван в честь Леонарда Лейтона (англ. Leonard Leighton), который собрал небольшую коллекцию млекопитающих в Либерии в начале 20-го века. Он передал коллекцию Пококу, который отчитался о ней в 1908 году, вспомнив Лейтона в связи с линзангом.

## Внешний вид и строение
Хищник небольшого размера. Длина тела с головой от 30 до 38 см, длина хвоста от 35 до 40 см. Вес 500—700 г.
Тело относительно стройное с короткими конечностями и длинной шеей. Цвет спины и боков рыжевато-желтый, передние лапы снаружи сероватые. Нижняя сторона тела, за исключением хвоста, беловатая, без пятен. Полоса вдоль хребта простирается от плеч до основания хвоста. Пятна присутствуют по бокам, на бедрах, плечах и шее. Хвост длиннее, чем голова и тело, пушистый и имеет 12—13 неравных черноватых колец. Кончик хвоста желтоватый, с вкраплениями пепельных волосков.

## Угрозы и охрана
Угрозы неизвестны, но, вероятно, находится под влиянием уничтожения тропических лесов. Возможно, обитает в Национальном парке Санбим в Кот-д’Ивуаре и либерийском Национальном парке Сапо.